# 重庆钢铁集团
重庆钢铁集团公司，簡稱重鋼，是重庆市所属大型钢铁企业，2004年被列为中国国内500强企业的259位。

## 历史

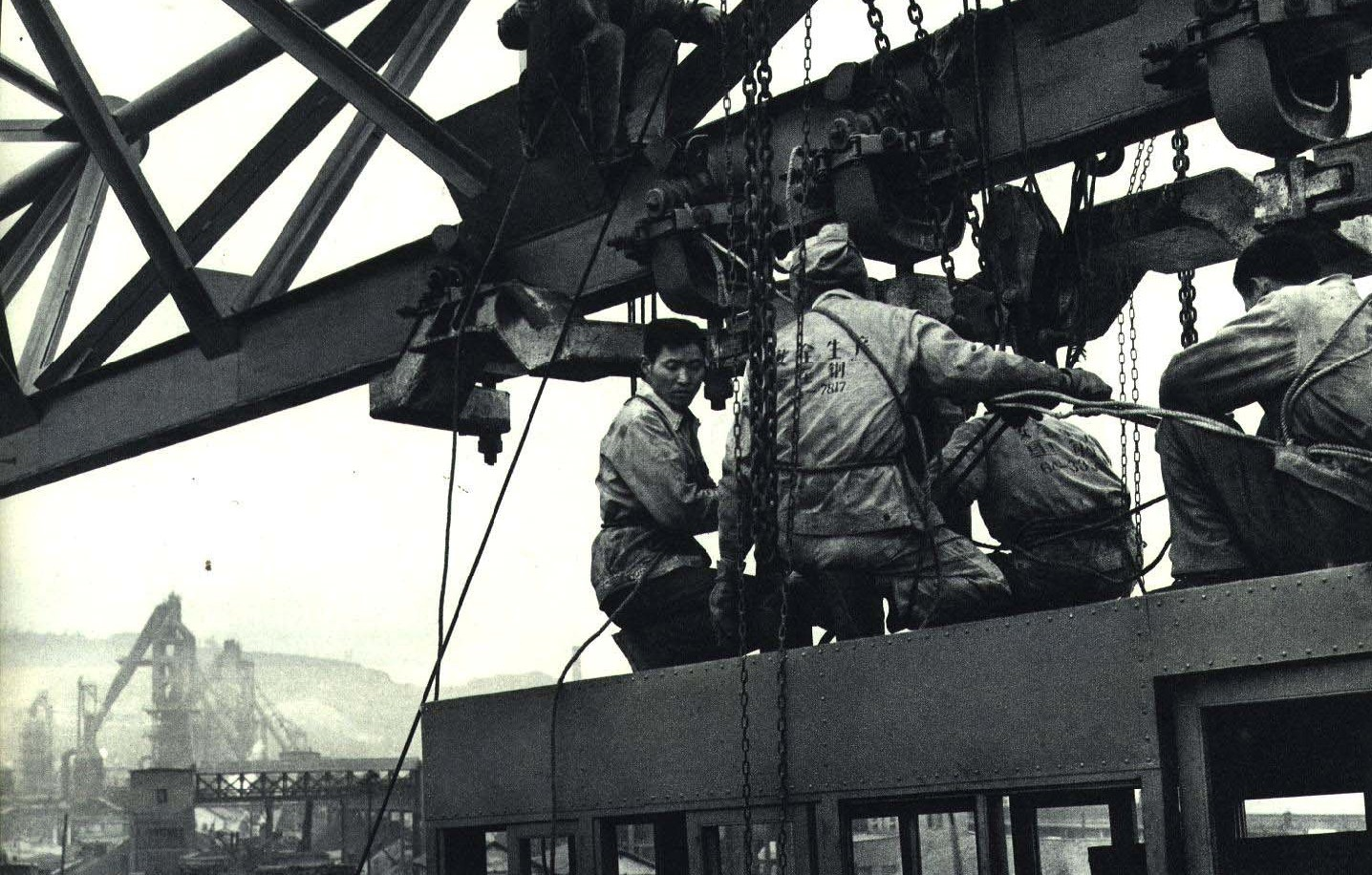
1965年重庆钢铁厂

前身为张之洞于1890年创立的汉阳钢铁厂，1938年抗日战争爆发后，将汉冶萍公司汉阳钢铁厂与汉口扬子铁厂机炉，汉阳钢铁厂、大冶铁厂、六河沟炼铁厂及上海炼钢厂的设备，迁移至距重庆20公里的四川巴县大渡口，兴建了大渡口钢铁厂，正式名称为国民党军政部兵工署第29兵工厂。成为抗战时期的内地主要钢铁企业，为抗日战争的胜利作出巨大的贡献。
中华人民共和国成立后，重钢曾先后更名为西南军政委员会一零一厂、西南钢铁公司、重庆钢铁公司，1995年改制为重庆钢铁(集团)有限责任公司。其下属子公司重庆钢铁股份有限公司为香港交易所上市公司和上海证券交易所上市公司(港交所：1053,上交所：601005)，重庆东源为深圳证券交易所上市公司。
2007年5月开始，重钢为响应市政府号称及谋求企业发展，不惜负债实施环保搬迁，由重庆市主城区搬迁到长寿区江南镇。
2009年12月，位于长寿区的重钢650万吨的新区生产基地建成投产；2011年9月，重钢在大渡口区的老区生产基地全部停产熄火，为重庆市的主城区环境宜居及经济持续发展作出巨大贡献。老厂房后改造为重庆工业博物馆。
目前，重庆钢铁集团公司生产能力为生铁600万吨、钢650万吨、钢材600万吨。
在2016年度，重慶鋼鐵股份有限公司的淨資產陷入負數。2017年7月，重慶鋼鐵股份有限公司進入破產重整程序。
2020年9月，重庆钢铁控股股东重庆长寿钢铁有限公司(“长寿钢铁”)的第一大股东四源合（重庆）钢铁产业发展股权投资基金合伙企业拟分别向中国宝武钢铁集团有限公司（“宝武集团”）和四川德胜集团钒钛有限公司（“四川德胜”）转让其持有的长寿钢铁的40%和35%股权。交易完成后，宝武集团、四川德胜和长寿钢铁原股东重庆战略性新兴产业股权投资基金合伙企业（“重庆战新基金”）将分别持有长寿钢铁40%、35%以及25%的股权。此外，宝武集团通过与重庆战新基金签订《一致行动协议》确保对长寿钢铁的实际控制。

## 外部連結
- 重庆钢铁集团公司 （页面存档备份，存于）